# Burgundy (ciruela)
Burgundy es una variedad cultivar de ciruelo (Prunus salicina), de las denominadas ciruelas japonesas (aunque las ciruelas japonesas en realidad se originaron en China, fueron llevadas a los EE. UU. a través de Japón en el siglo XIX).
Una variedad de ciruela que fue obtenida en Dinuba por Walter D. Krause" en 1970.
Las frutas son de tamaño pequeño, redondeadas, piel firme con un color de fondo rojizo, y sobre color borgoña granate oscuro, cubiertas con una pruina fina, punteado abundante, pequeño, más claro, y pulpa de color rojo borgoña oscuro, textura jugosa, espesa, tierna, y sabor muy dulce suave. Hay un regusto maravilloso, casi a vino, que deja en la parte posterior del paladar. Tolera las zonas de rusticidad según el departamento USDA, de nivel 6 a 10.

## Sinonimia
- "Prunus salicina Burgundy".[3]

## Historia
'Burgundy' variedad de ciruela, obtenida en Dinuba por Walter D. Krause", de Reedley (California), como plántula de polinización abierta descubierta en 1970 (posiblemente un cruce de 'Mariposa' x 'Eldorado'). Fue introducida en los circuitos comerciales en 1970.
'Burgundy' está cultivada en Estados Unidos. Recomendado para huertos familiares, fruta demasiado pequeña para el mercado comercial.

## Características
'Burgundy' es un árbol de tamaño mediano, porte semi erecto, árbol en forma de vaso y vigoroso. Alta productividad, requiere raleo para aumentar el tamaño del fruto. Necesita otra ciruela japonesa para la polinización, tiene un tiempo de floración que comienza a partir del 9 de abril con el 10% de floración, para el 18 de abril tiene una floración completa (80%), y para el 21 de abril tiene un 90% de caída de pétalos.
'Burgundy' tiene una talla de fruto de calibre pequeño, esférico redondeado, simétrico, sutura ventral fina, roma, poco profunda, con un peso promedio de 24.60 g; epidermis tiene una piel firme, con un color de fondo rojizo, y sobre color borgoña granate oscuro, cubiertas con una pruina fina, punteado abundante, pequeño, más claro; pulpa de color rojo borgoña oscuro, textura jugosa, espesa, tierna, y sabor muy dulce suave. Hay un regusto maravilloso, casi a vino, que deja en la parte posterior del paladar. Puntajes altos en las pruebas de sabor.
Hueso semi adherente a la pulpa, de tamaño pequeño, aplanada, ovalada.
Su tiempo de recogida de cosecha se inicia a mediados de julio y se prolonga hasta mediados de agosto dependiendo de la ubicación. Se mantiene bien en el árbol hasta principios de septiembre. Presenta facilidad para el transporte y manipulación.

## Usos
Las ciruelas 'Burgundy' de muy buena calidad como fruta fresca en mesa, y se utiliza generalmente para preparados culinarios.

## Polinización
De polinización auto compatible. Mejora con el polen de otras variedades, buenos polinizadores son: 'Catalina', 'Friar', 'Late Santa Rosa', y 'Santa Rosa'.